# Friedrich II. (Meißen)

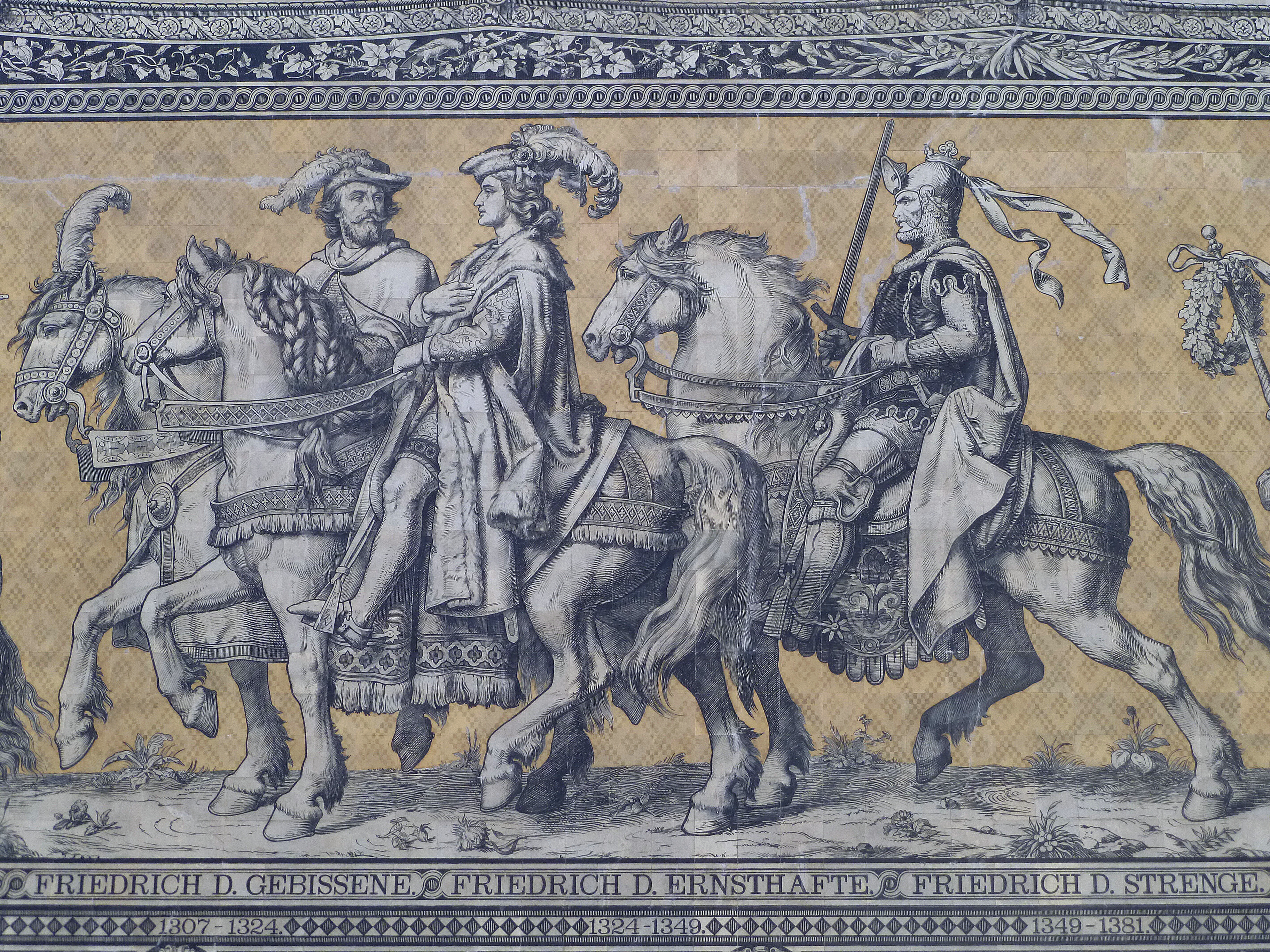
Friedrich der Gebissene (1257–1324), Friedrich der Ernsthafte (1310–1349) und Friedrich der Strenge (1332–1381); Fürstenzug, Dresden

Friedrich II., genannt der Ernsthafte, auch der Magere, (* 30. November 1310 in Gotha; † 18. November 1349 auf der Wartburg) war Landgraf von Thüringen und Markgraf von Meißen.

## Leben

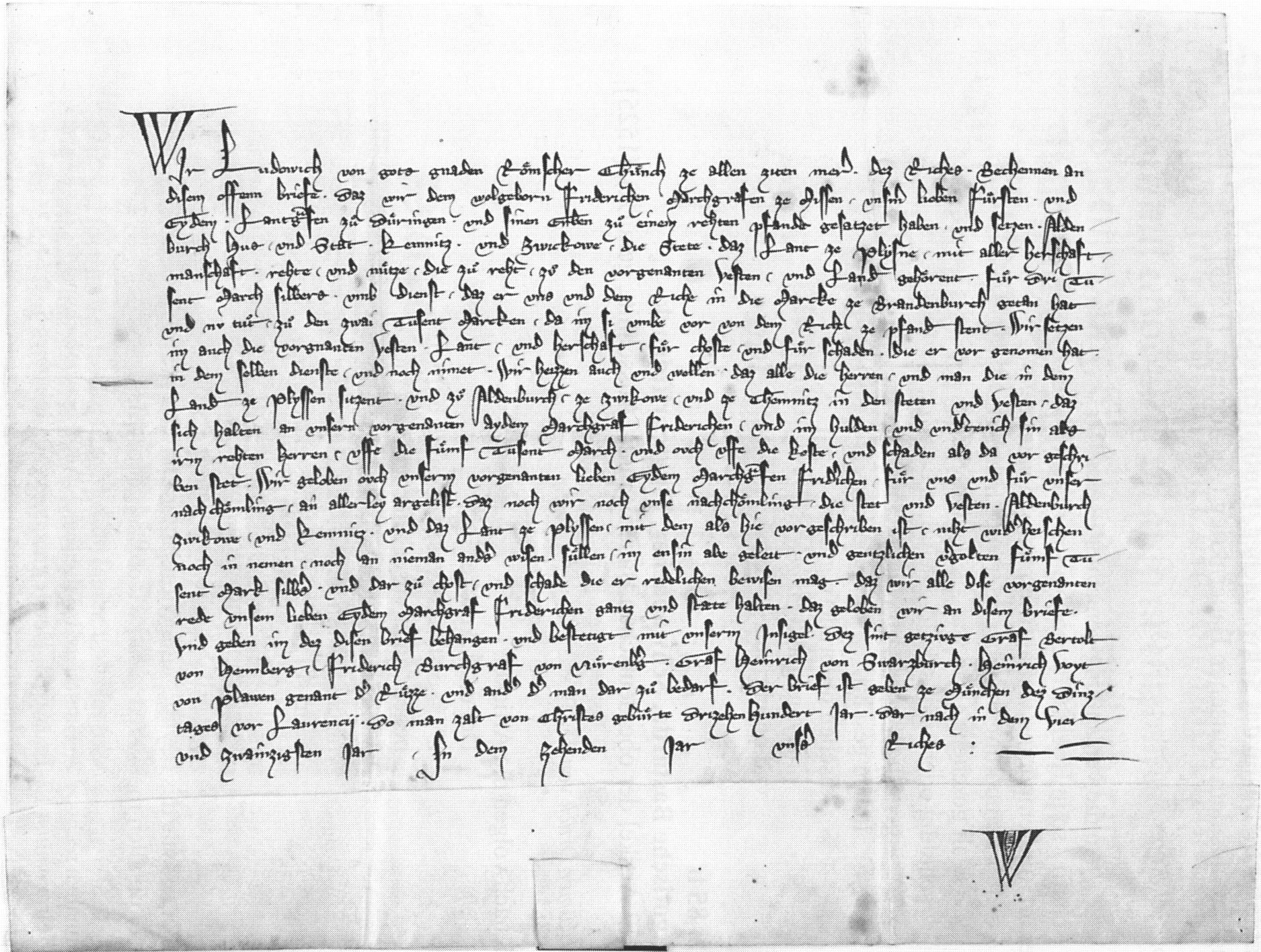
Urkunde König Ludwigs des Bayern von 1324 für den damals noch unmündigen Markgrafen Friedrich II. Sächsisches Staatsarchiv, Hauptstaatsarchiv Dresden, 10001 Ältere Urkunden, Nr. 2322

Friedrich II. wurde 1310 als Sohn Friedrich des Freidigen („des Gebissenen“) und der Elisabeth von Lobdeburg-Arnshaugk geboren.
1323 trat er als Alleinerbe unter Vormundschaft seiner Mutter die Nachfolge seines verstorbenen Vaters in der Markgrafschaft Meißen und der Landgrafschaft Thüringen an. Nachdem er 1329 mündig geworden war, hatte er vieljährige Kämpfe mit Vasallen und Nachbarn zu bestehen, namentlich mit den Grafen von Weimar-Orlamünde und den Grafen von Schwarzburg im Thüringer Grafenkrieg 1342–1345. Nach dem Tode seines Schwiegervaters, des Kaisers Ludwig IV. (des Bayern), suchte ihn die bayrische Partei zur Annahme der deutschen Krone zu bewegen, jedoch misstraute er dem Wankelmut seiner Wähler und lehnte dieses Ansinnen zugunsten Karls IV. von Luxemburg ab.
Er beschränkte sich darauf, seine Herrschaft zu konsolidieren und gegen die von Karl IV. ausgehende Gefahr zu verteidigen. Bei einem Treffen 1348 in Bautzen erkannten beide die bestehenden Besitzstände an.
Friedrich führte in der Markgrafschaft Meißen und Landgrafschaft Thüringen um 1338/39 die Groschenwährung ein und ließ in seiner Freiberger Münze in großem Umfang Breite Groschen nach dem Vorbild des seit 1300 in Böhmen geprägten Prager Groschens schlagen.

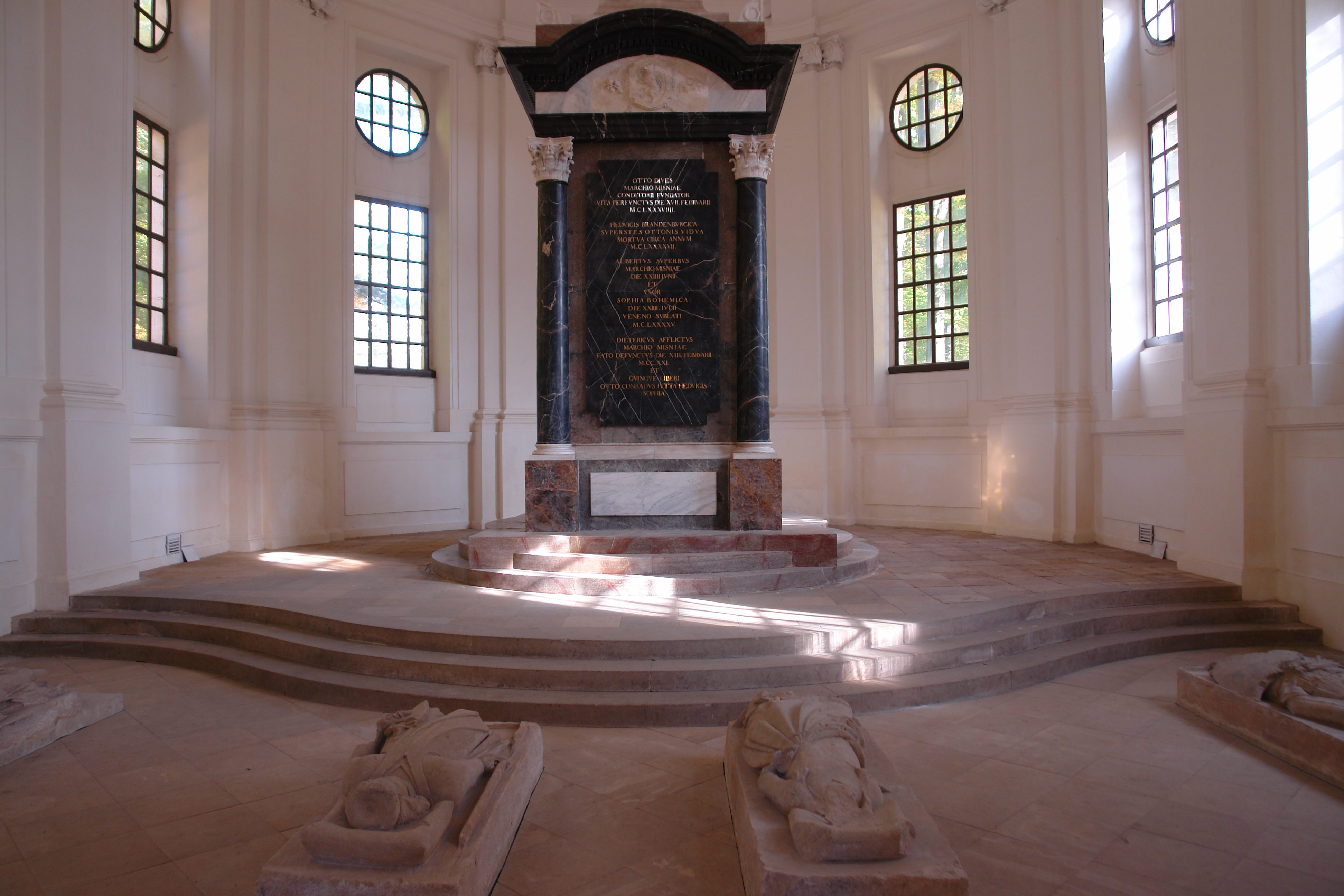
Gräber in der Fürstenkapelle zu Kloster Altzella

Friedrich starb am 18. November 1349 auf der Wartburg. Er wurde im Kloster Altzella begraben, wo auch mehrere Verwandte, darunter sein Sohn Friedrich der Strenge liegen. Nachdem die Klosterkirche 1599 ausgebrannt und danach zerfallen war, ließ Kurfürst Johann Georg II. 1676 für die Gräber eine neue Fürstenkapelle errichten; die Umbettung der Gebeine aus dem Kirchenchor in diese erfolgte aber erst 1804.

## Nachkommen
Aus seiner Ehe mit Mechthild/Mathilde (* 1309/13; † 2. Juli 1346), der Tochter Kaiser Ludwigs des Bayern, die er 1328 zu Nürnberg geheiratet hatte, entstammten neun Kinder:
- Elisabeth (* 22. November 1329 auf der Wartburg; † 21. April 1375); verheiratet mit Friedrich V., Burggraf von Nürnberg
- Friedrich (* 1330; † 6. Dezember 1330)
- Friedrich III. der Strenge
- Balthasar von Thüringen
- Beatrix (* 1. September 1339 auf der Wartburg; † 25. Juli 1399 in Seußlitz); lebte als Nonne in Weißenfels
- Ludwig von Meißen (* 25. Februar 1341 auf der Wartburg; † 17. Februar 1382); Bischof von Halberstadt, Bischof von Bamberg, Erzbischof von Mainz und Erzbischof von Magdeburg
- Wilhelm I. der Einäugige
- Anne (* 7. August 1345 in Dresden; † 22. März 1363 in Seußlitz); lebte als Nonne in Seußlitz
- Clara (* 7. August 1345 in Dresden)